# Wilhelm Olivier von Leube

Wilhelm O. Leube, vor 1901

Wilhelm Olivier von Leube, bis 1910 Wilhelm Olivier Leube (* 14. September 1842 in Ulm; † 16. Mai 1922 auf Schloss Montfort am Bodensee) war ein deutscher Pathologe und Internist sowie Hochschullehrer. Als Professor wirkte er in Jena, Würzburg und Erlangen.

## Leben
Wilhelm Olivier Leube, Sohn des Ulmer Arztes und Kreismedizinalrates Wilhelm Leube (1799–1881), studierte von 1861 bis 1865 Medizin in Tübingen (bei Felix Niemeyer) und Zürich (bei Wilhelm Griesinger), danach 1866 in Berlin. Während seines Studiums wurde er 1861 Mitglied der Burschenschaft Germania Tübingen. 1866 wurde Leube mit seiner Dissertation Zur lokalisierten Faradisation der Kehlkopfmuskeln in Tübingen promoviert. Ein zweijähriger Studienaufenthalt führte ihn 1867 nach München, wo Vorlesungen in Chemie an der Ludwig-Maximilians-Universität München hörte und nach Berlin, wo er bei Justus von Liebig, Wilhelm Griesinger und Theodor Frerichs seine klinischen Erfahrungen und Kenntnisse in der Physiologischen Chemie erweiterte. 1867 absolvierte dann sein zweites Staatsexamen in Stuttgart.
Er wirkte von 1868 bis 1872 als erster Assistent bei Hugo von Ziemssen an der Medizinischen Klinik sowie (nach einer kurzen Zeit als Militärarzt in Wien) als Privatdozent an der Universität Erlangen, wo er sich 1868 mit der Arbeit Über die Wirkung des Dünndarmsaftes auf die menschliche Nahrung habilitierte und 1872 zum außerordentlichen Professor ernannt wurde.
Im Jahr 1872 wurde er auf die ordentliche Professur für Spezielle Pathologie und Therapie an die Universität Jena berufen; gleichzeitig war er dort als Nachfolger von Carl Gerhardt, der die Leitung der Medizinischen Klinik im Würzburger Juliusspital übernahm, Direktor der Medizinischen Poliklinik. 1874 wechselte er nach Erlangen, wo er als Lehrer der Heilkunde 1883/84 Prorektor der Universität war.
Nach der Berufung seines Vorgängers Carl Gerhardt im Jahr 1885 nach Berlin, wurde Leube am 26. August 1885 Professor für Pathologie und Therapie an der Julius-Maximilians-Universität Würzburg und als Nachfolger Gerhardts 1886 Direktor der dortigen Medizinischen Klinik am Juliusspital, wo er von 1887 bis 1911 auch dem Administrationsrat angehörte. Wie schon unter Gerhardt ab 1874 hielten auch Leubes Assistenten bis 1905 larnygologische Übungskurse ab. 1895/96 war Leube Rektor der Universität Würzburg. Zudem war er dreimal Dekan der Medizinischen Fakultät und dreimal Senator.
Im Jahr 1882 wurde Wilhelm O. Leube zum Mitglied der Leopoldina gewählt. 1900 war er Vorsitzender der Gesellschaft Deutscher Naturforscher und Ärzte. 1902 erhielt er den Titel eines Geheimrates, 1910 das Prädikat Exzellenz sowie das Großkomturkreuz des Verdienstordens der Bayerischen Krone, zudem wurde er Ritter des preußischen Roten Adlerordens II. Klasse mit Stern und erhielt damit den persönlichen Adelstitel.
Leube erwarb sich bereits in Jena und Erlangen besondere Verdienste um die Erforschung und Behandlung der Magen- und Darmkrankheiten, etwa mit der von Adolf Kußmaul eingeführten Magensonde und der Magenpumpe. Außerdem entwickelte er gemeinsam mit Isidor Rosenthal (1836–1915) die Leube-Rosenthalsche Fleischsolution als besonders magenschonendes Nahrungsmittel, das als „Leube-Kur“ zur Behandlung eines Magengeschwürs auch noch in den 1950er Jahren eingesetzt wurde. Dabei handelte es sich um Rindfleisch, das mittels Überhitzung und Behandlung mit Salzsäure in eine weiche Masse verwandelt worden war.
Der vielseitige Mediziner verfasste in Erlangen die renommierten Lehrwerke Die Krankheiten des Magens und des Darmes und, sich zudem mit der Nieren und ihren Erkrankungen befassend mit dem Chemiker Ernst Salkowski eine Lehre vom Harn. In das Hörsaalgebäude der Medizinischen Klinik in Würzburg ließ Leube 1886 einen chemischen Arbeitsraum einbauen.
In Würzburg, wo heute die Leubestraße nach ihm benannt ist, machte sich der „Magenarzt“ Leube auch um die Pädiatrie verdient, auch wenn er keine pädiatrischen Schriften publizierte. Er war Leiter der Kinderabteilung des Juliusspitals Würzburg, die von seinem Vorgänger
Carl Adolf Gerhardt (1833–1902) vor der Schließung bewahrt worden war. Leube setzte die Vorlesungen und Übungen auf dem Gebiet der Kinderheilkunde als festen Bestandteil des Semesterplanes der Würzburger Universität kontinuierlich fort. In der Würzburger Innenstadt besaß er in der Theaterstraße 1 im „Hotel Kronprinz“ (gegenüber der „Würzburger Residenz“) eine gutgehende Privatklinik, wo der „Würzburger Magendoktor“ unter anderem Prominente wie den Maler Wilhelm Leibl behandelte. Laut seinem langjährigen Assistenten am Juliusspital Hermann Lüdke, entsprach von Leube dem Idealbild des Klinikers. Zu den Assistenten der Medizinischen und Pädiatrischen Klinik unter Leube gehörten etwa der Balneologe Richard Geigel (1859–1930), der Internist Otto Rostoski, der Hämatologe Joseph Arneth, der Internist und Dichter Hermann Lüdke (1876–1951), der Internist und Enkel Wilhelm von Leubes Max Leube (* 1880), der Nürnberger Krankenhausdirektor Johannes Müller (* 1864), der 1896 promovierte, später als Sanitätsrat, praktischer Arzt und Dermatologe arbeitende Hans Stengel und der später in Wien und London tätige Pädiater Edmund Nobel (1883–1946). Leube hatte neben den Assistenten im Juliusspital auch zahlreiche „Privatassistenten“ in seiner Privatklinik.
Angesichts des Anwachsens der klinischen Fächer auch hinsichtlich des Lehrbetriebs und der Forschungsaktivitäten am Juliusspital, wo er 25 Jahre wirkte, strebte Leube die Errichtung eines neuen Universitätskrankenhauses an. Wilhelm von Leube erhielt die Genehmigung dazu, konnte als Rektor 1910 noch den ersten Bauplan für die im Stadtteil Grombühl geplante Medizinische und die Chirurgische Klinik einsehen, und sein nach der Lehramtsniederlegung 1911 von der Medizinischen Fakultät berufener Nachfolger Dietrich Gerhardt (1866–1921), der Sohn von Carl Adolf Gerhardt, führte das Projekt bis kurz vor der 1921 erfolgten Eröffnung des Luitpold-Krankenhauses fort.
An Leubes Klinik promovierten unter anderem ausländische Mediziner, etwa aus Japan und Serbien.
1911 aus dem Dienst der Stiftung Juliusspital ausgeschieden, war er von 1914 bis 1918 stellvertretender Leiter der Inneren Abteilung des Karl-Olga-Krankenhauses in Stuttgart. Später zog er sich auf sein 1902 vom Prinzen Friedrich Karl von Hessen-Kassel-Rumpenheim erworbenes Schloss Montfort bei Langenargen zurück.
Wilhelm von Leube war verheiratet mit Natalie von Leube, geborene Strecker, eine Tochter des Chemikers Adolf Ludwig Strecker. Aus der Ehe gingen vier Töchter hervor. Leubes Tochter Wally heiratete den späteren Kommandeur der Bayerischen Landespolizei Hans von Seißer. Zu den Nachfahren Wilhelm von Leubes gehörte der Bildhauer Max Leube (1907–1988).
Leubes Klinikdiener im Juliusspital, Georg Leisentritt (1853–1903), Faktotum und „Tyrann des ganzen Spitals“, erscheint als „Herr Leisegang“ in Roman Die Räuberband von Leonhard Frank.

## Schriften (Auswahl)
- Über die Wirkung des Dünndarmsaftes. Habilitationsschrift Erlangen 1868.
- Über die Ernährung der Kranken vom Mastdarm aus. Leipzig 1872.
- Die Krankheiten des Magens und Darms. In: Hugo von Ziemssen (Hrsg.): Handbuch der speciellen Pathologie und Therapie. Leipzig 1876; 2. Auflage ebenda Leipzig 1878.
- Die Magensonde, die Geschichte ihrer Entdeckung und ihre Bedeutung in diagnostisch-therapeutischer Hinsicht. Erlangen 1879 (gewidmet seinem Vater).
- mit Ernst Salkowski: Die Lehre vom Harn. Ein Handbuch für Studierende und Ärzte. Berlin 1882.
- Über die Behandlung der Urämie. Wiesbaden 1883.
- Über die Bedeutung der Chemie in der Medizin. Hirschwald, Berlin 1884.
- Spezielle Diagnose der innern Krankheiten. 2 Bände. Leipzig 1889; 7. Auflage: 1904–1905.
- Therapie der Nierenkrankheiten. In: Franz Penzoldt, Roderich Stintzing (Hrsg.): Handbuch der Therapie. 2. Auflage. Jena 1898.
- Über Stoffwechselstörungen und ihre Bekämpfung. Leipzig 1896 (Rede).
- Über künstliche Ernährung. In: Ernst von Leyden (Hrsg.): Handbuch der Ernährungstherapie und Diätetik. Leipzig 1898.